# Bulbophyllum erythrostachyum
Bulbophyllum erythrostachyum là một loài phong lan thuộc chi Bulbophyllum.